# Interfille
Pour plus de détails, voir Fiche technique et Distribution.
Interfille (Интердевочка, Interdevotchka) est un film soviétique réalisé par Piotr Todorovski, sorti en 1989. C'est l'adaptation à l'écran de la nouvelle éponyme de Vladimir Kounine.
Avec 44 millions de spectateurs, Interfille est le film le plus populaire de l'année et le 92e plus grand succès de tous les temps au box-office soviétique.

## Synopsis
À Léningrad, la jeune infirmière Tatiana (Tania) Nicolaïevna Zaïtseva se livre à la prostitution  - pour des pots-de-vin, elle attire des touristes étrangers et fournit des services intimes à de riches étrangers pour des devises étrangères.  Comme beaucoup de Soviétiques, dont les idéaux ont fortement changé depuis le début de la Perestroïka, Tania ne considère pas cela comme quelque chose d'indécent, mais elle tient dans l'ignorance sa mère Alla Sergueïevna, modeste enseignante. Seule la voisine des Zaïtsev, une jeune fille nommée Lialka, qui travaille comme infirmière dans le même hôpital que Tania, sait ce qu’elle fait. Lialka cache cela à la fois à la mère de Tania et à ses propres parents, et bientôt elle-même devient également prostituée.
Tania a une relation avec un ingénieur suédois, Edward Larsen, qui lui propose de manière inattendue de l’épouser. Tania accepte. Dans une conversation avec sa mère, elle ne cache pas qu'elle épouse le Suédois par pur calcul ; elle veut un appartement, une voiture, de l'argent et rêve de "voir le monde de mes propres yeux". Et si elle a de la chance, elle finira par l’aimer. Tania justifie son comportement en disant que maintenant « tout le monde se vend », bien qu'Alla Sergueïevna ne puisse pas imaginer que sa fille se vend au sens littéral du terme.
Pour partir en Suède, Tania a besoin de divers documents, dont l’autorisation de son père, Nikolaï Platonovitch Zaïtsev, qu’elle n’a pas vu depuis très longtemps : il les a abandonnées il y a plus de vingt ans. Tania le recherche pour lui demander de signer l’autorisation. Son père qui s’est remarié et a d’autres enfants ne la reconnaît d’abord pas. Tania l’accuse de l'avoir laissée avec sa mère et de ne jamais s’être soucié d’elles. Nikolaï Platonovitch exige alors 3 000 roubles pour son consentement - beaucoup d'argent à l'époque. Tania doit retourner à la prostitution. Elle retrouve un ancien client japonais, qui la paie 750 $ pour cinq nuits. Tania échange cet argent contre des roubles de son amie Kissoulia et donne l’argent à son père.
Elle part rejoindre Edward en Suède. Elle commence par s’acheter plein de choses à la mode y compris une voiture décapotable avec l'argent de son mari. Mais bientôt Edward, bien qu'il aime vraiment sa femme, commence à faire des commentaires sur le fait qu'elle dépense trop d'argent et que c’est lui qui le gagne. Tania essaie alors d'obtenir un emploi d'infirmière, mais elle est refusée partout, car le diplôme d'infirmière soviétique n’est pas reconnu en Suède.
Tania peu à peu se sent étrangère dans un monde inconnu. De plus, leurs amis suédois savent comment Tania a gagné de l'argent en URSS et dans quelles circonstances elle a rencontré Edward. Elle commence à trop boire. L'un des « amis » de son mari, Gunwald, essaie un jour de la violer chez elle.
Son seul espoir est le chauffeur de camion russe Victor qui vit dans le même immeuble que sa mère. Tania commence à envoyer des cadeaux à sa mère à Léningrad par l'intermédiaire de Victor. Lorsque Victor rencontre la mère de Tania, Lialka survient et demande à Victor de dire à Tania que les choses ont mal tourné pour sa mère - elle a même dû quitter son emploi à l'école. Cependant, lors de sa rencontre suivante avec Tania, Victor n’ose pas lui transmettre les mots de Lialka et dit à Tania que sa mère va bien. Bientôt, Tania se rend compte que pour la première fois de sa vie, elle est vraiment tombée amoureuse de Victor.
Tania rêve de rendre visite à sa mère. Sachant qu'Edward va s'envoler pour un voyage d'affaires à Léningrad, Tania supplie son mari de l'emmener avec lui. Mais Gunwald informe Tania que son mari a été expulsé de la délégation internationale parce qu'il a une femme à la réputation douteuse. Et Victor, qui rapportedes objets d'un pays capitaliste, a attiré l'attention de ses supérieurs et a été retiré du transport routier international – la fois suivante, lorsque le camion de Victor arrive en Suède, un autre chauffeur est au volant, et se montre hostile envers Tania …
En proie au mal du pays et pleine nostalgie pour sa mère, Tania continue à boire. Un jour, elle reçoit un appel téléphonique de Léningrad de son amie-prostituée Sima-Gulliver qui lui dit qu'elle ne peut plus revenir en URSS : Kissoulia a été arrêtée et a rejeté la faute sur Tania. Les enquêteurs se rendent chez Alla Sergueïevna et effectuent une perquisition dans son appartement, révélant à Alla le secret des revenus élevés de sa fille. Cette nouvelle plonge Alla Sergueïevna dans le désespoir, même si elle refuse d’abord d’y croire. La nouvelle devient connue de tout son entourage ;  Les élèves d'Alla Sergueïevna se moquent d'elle, et fixent une affichette « Ici vit la mère d'une prostituée » à la porte de son appartement. Moralement brisée, Alla Sergueïevna, incapable de supporter la honte, se suicide au gaz dans son appartement. Lialka sent le gaz en rentrant avec un client : pour la sauver, elle fait irruption dans l'appartement, brise la fenêtre, tire Alla Sergueïevna hors de l’appartement et appelle à l’aide et en frappant de toutes ses forces en vain à la porte des voisins.
A ce moment en Suède, Tania dans un rêve semble entendre ces coups et se réveille. Elle sent qu'il s'est passé quelque chose de terrible. De nuit, à l'insu de son mari, en larmes, Tania monte dans la voiture et prend la route de l’aéroport, mais elle finit par perdre le contrôle du véhicule...
Le drame du dernier épisode est rehaussé par la chanson folklorique russe Tramp (À travers les steppes sauvages de Transbaïkalie...), qui est le leitmotiv du film.

## Fiche technique
Sauf indication contraire, les informations mentionnées dans cette section peuvent être confirmées par la base de données cinématographiques IMDb,  présente dans la section « Liens externes ».
- Titre original : Интердевочка, Interdevotchka
- Titre français : Interfille[2]
- Réalisation : Piotr Todorovski
- Scénario : Vladimir Kounine
- Photographie : Valeri Chouvalov
- Montage : Irina Kolotikova
- Musique : Piotr Todorovski
- Pays d'origine : URSS, Suède
- Format : Couleurs - 35 mm - 1,37:1
- Genre : drame, romance
- Durée : 151 minutes
- Date de sortie :
  - Union soviétique : août 1989
  - Finlande : 21 janvier 1994

## Distribution
- Ielena Iakovleva : Tania Zaïtseva
- Tomas Laustiola : Edvard Larsen
- Larissa Malevannaïa : Alla Sergueïevna
- Anastasia Nemoliaïeva : Lialia
- Ingeborga Dapkūnaitė : Kissoulia
- Lioubov Polichtchouk : Zina Meleïko
- Irina Rozanova : Sima
- Martins Vilsons : Viktor
- Vsevolod Chilovski : Nikolaï Platonovitch
- Zinovi Gerdt : Boris Semenovitch
- Valeri Khromouchkine : Volodia
- Maria Vinogradova : Sergueïevna
- Sergueï Bekhterev : serveur

## Distinction

### Récompense
- 3e cérémonie cérémonie des Nika : Nika de la meilleure actrice pour Ielena Iakovleva.